# 马林 (共产国际)
亨德利库斯·约瑟夫斯·弗朗西乌斯·玛丽·斯内夫利特（1883年5月14日—1942年4月13日），化名马林（Maring）、马丁、孙铎等，荷兰共产主义者，印度尼西亚共产党和中国共产党的创始人之一。

## 生平

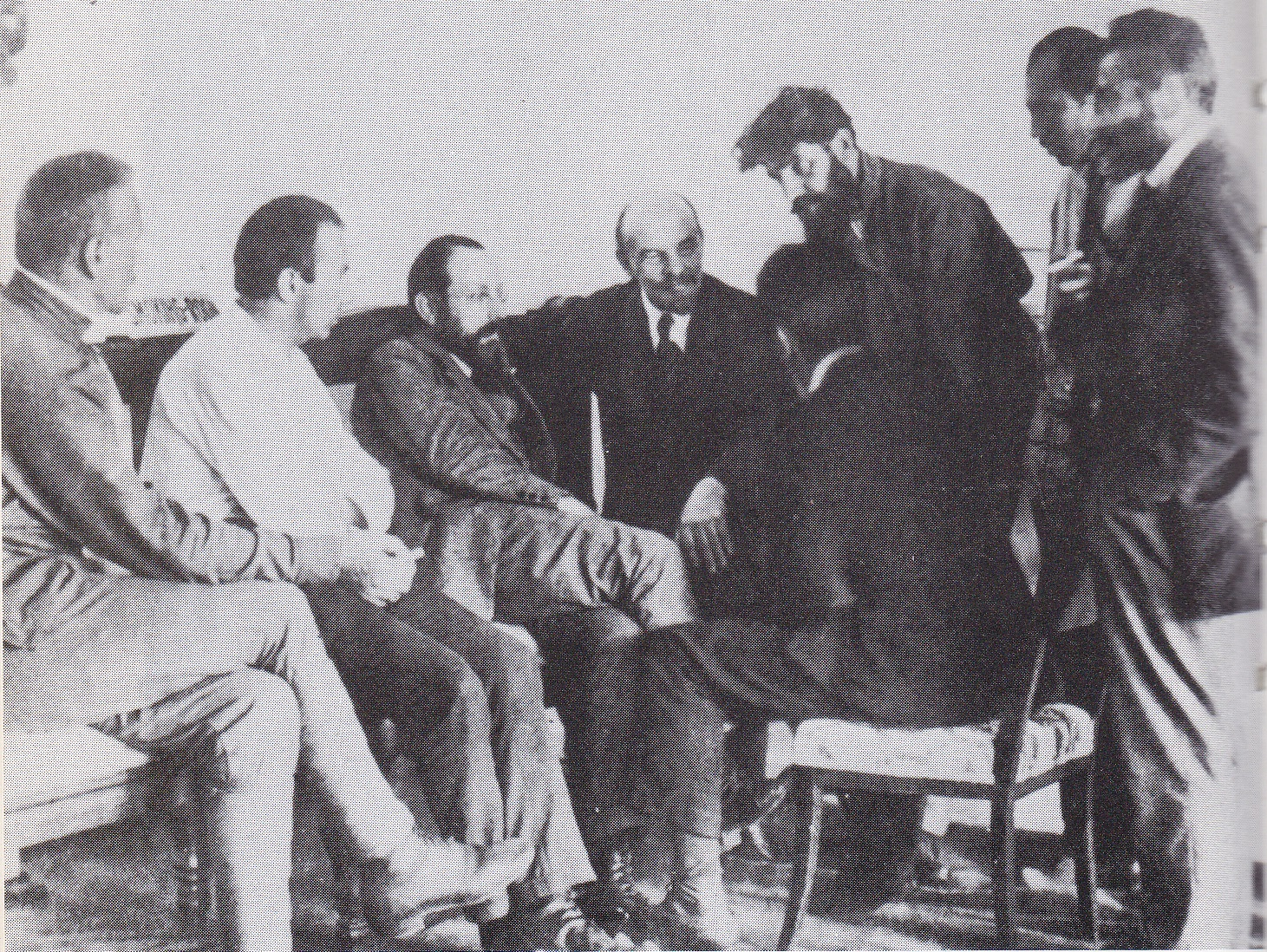
马林（1920年）

马林出生于荷兰鹿特丹，1900年进入荷兰铁路系统任工人，并加入荷兰社会民主工党和铁路工会。1907年，马林成为荷兰社民党首位市议员。1911年，部分荷兰工会参加国际海员罢工，但是荷兰社民党多数成员却反对。马林厌倦两派的争吵，决定前往荷属东印度传播革命思想。
马林于1913年抵达荷属东印度，随即积极参加当地反抗荷兰殖民当局的活动。1914年，他参与创建东印度社会民主联盟（印度尼西亚共产党前身之一）。马林在印尼领导积极的工人运动，这不但招致荷兰殖民当局的反对，也不符合荷兰社会民主党多数成员的意见。马林于是在1916年退出荷兰社民党，转而加入荷兰共产党。
十月革命之后，荷兰殖民当局担心马林激进的思想和在当地居民中的声望会引起革命。于是强迫其于1918年离开印尼。回到荷兰后，马林继续致力于发动工人运动，与荷共领导发生分歧，逐渐被边缘化。
1920年，马林作为印尼共产党代表前往莫斯科出席共产国际第二次代表大会，当选为共产国际执行委员和民族殖民地问题委员会书记。在会上，列宁对马林留下深刻印象，决定派遣其前往中国，帮助中国的共产主义者建立自己的政党。
1921年4月20日，马林在奥地利维也纳领取赴中华民国的签证时被捕并驱逐出境，获释后荷兰警方向各国警方通报，各国警方均采取行动，加以密切关注。5月7日以日本《东方经济学家》杂志社记者身份，从亚丁登上阿奎利亚号(Acqulia)客轮，其来华途经科伦坡、巴东、新加坡、香港时皆受严密监视和检查。6月3日，马林抵达上海，到荷兰驻上海总领事馆登记。化名安德莱森(Andresen)。他先是住进永安公司楼上大东旅社，6月14日搬到公共租界麦根路(现淮安路32号)后又迁到汇山路(现霍山路6号)。上海公共租界和法租界警方均已提前获知共产党要在上海开会的消息，对马林实施监视。法租界警方出台《取缔集会条例》，规定8月1日后，集会须在48小时以前取得上海法租界警察局局长许可。中国共产党第一次全国代表大会召开期间，法租界华人探长程子卿闯入会场，中共一大此后转移到嘉兴继续召开。
在中国期间，马林主持中国共产党第一次全国代表大会及其后的一些会议。马林主张中国共产党同中国国民党积极合作，因此与中共领导人产生很大的矛盾。1924年，马林被召回，由维经斯基接替。
1927年，马林与荷兰共产党决裂，另组革命社会党（1935年，与独立社会党合并为革命社会主义工人党），并加入列夫·托洛茨基组织的国际左翼反对派（第四国际前身），期间一度被捕入狱。不久之后，马林及其政党又离开第四国际，转而同英国的独立工党和西班牙的马克思主义统一工人党结盟，建立国际革命马克思主义中心。
1933年，马林在狱中当选为荷兰国会二院议员，此后他一直利用此身份领导荷兰工人运动。1940年纳粹德国占领荷兰，马林随即解散自己的政党，转而组织抗击德国侵略的游击战，建立马克思—列宁—卢森堡阵线。
1942年，马林和马克思-列宁-卢森堡阵线其他主要领导人一道被纳粹德国抓获，4月13日被枪决。据称，他们临刑前仍然全体高唱《国际歌》。

## 评价
张国焘：“他这个体格强健的荷兰人，一眼望去有点像个普鲁士军人。”“说起话来往往表现出他那议员型的雄辩家的天才，有时声色俱厉，目光逼人。他坚持自己主张的那股倔强劲儿，有时好像要与他的反对者决斗。他是一个老资格的社会主义者，曾在荷属东印度工作多年，同情东方被压迫民族，譬如他在上海路遇到一个外国人欺侮中国苦力，他竟挺身出来与那个外国人大打出手。但他的谈吐往往过分形容亚洲人民的落后，也有时谈到东方社会主义者的幼稚可笑，使人觉得他沾染了一些荷兰人在东印度做殖民地主人的习气。他是共产国际东方问题的权威，并以此自傲，有时还提到他曾和列宁在共产国际第二次大会中共同制订殖民地问题决议案的事。所有这些表现，使他自居解放的人看来，就觉得他具有社会主义的白人优越感。”